# Fevers of Unknown Origin
Fevers of Unknown Origin is de twintigste aflevering van het tweede seizoen van de televisieserie ER, die voor het eerst werd uitgezonden op 2 mei 1996.

## Verhaal
Dr. Lewis voelt zich eenzaam nu Suzie weg is en neemt daarom extra diensten, dit tot plezier van Dr. Weaver. Dr. Weaver en Dr. Greene hebben een discussie over Dr. Lewis, zou zij volgend jaar hoofdarts kunnen worden?
Carter heeft voor zijn studie nog een rotatie kindergeneeskunde nodig, en loopt nu met Dr. Ross mee zodat hij zijn diploma kan halen. Ondertussen heeft Harper het ziekenhuis verlaten om een opleiding te volgen in Dallas.
Dr. Greene en zijn vrouw Jennifer krijgen een steeds betere verstandhouding, dit zorgt ervoor dat de scheiding nu snel geregeld kan worden.
Hathaway rijdt met de ambulance van Shep en Brown mee en worden naar een spoedgeval gestuurd. Daar aangekomen blijft een bewoner Shep lastigvallen, en die reageert hier te fel op en slaat hem bewusteloos. 
Dr. Ross krijgt een relatie met de vriendin van zijn vader.
Dr. Vucelich heeft een verrassing voor Dr. Benton, hij heeft hem voorgedragen voor Dokter van het Jaar.

## Rolverdeling

### Hoofdrol
- Anthony Edwards - Dr. Mark Greene
- Christine Harnos - Jennifer Greene
- George Clooney - Dr. Doug Ross
- Eriq La Salle - Dr. Peter Benton
- Sherry Stringfield - Dr. Susan Lewis
- Kathleen Wilhoite - Chloe Lewis
- Laura Innes - Dr. Kerry Weaver
- William H. Macy - Dr. David Morgenstern
- Pierre Epstein - Dr. Bradley
- Matthew Glave - Dr. Dale Edson
- Noah Wyle - John Carter
- Christine Elise - Harper Tracy
- Julianna Margulies - verpleegster Carol Hathaway
- Yvette Freeman - verpleegster Haleh Adams
- Ellen Crawford - verpleegster Lydia Wright
- Deezer D - verpleger Malik McGrath
- Conni Marie Brazelton - verpleegster Connie Oligario
- Lily Mariye - verpleegster Lily Jarvik
- Abraham Benrubi - Jerry Markovic
- Kristin Minter - Randi Fronczak
- Ron Eldard - ambulancemedewerker Ray 'Shep' Shepard
- Scott Michael Campbell - ambulancemedewerker Riley Brown

### Gastrol
- Marg Helgenberger - Karen Hines
- Mary Mara - Loretta Sweet
- Lynn Milgrim - Ms. Crandell
- Michael C. Mahon - Joe, de vriend van Chloe
- Mariangela Pino - Ms. Dellanova
- Al Ruscio - Mr. Dellanova
- Romy Rosemont - Joanne Barris
- Scott Williamson - Dr. Howard
- Annie O'Donnell - Eve
- Rex Ryon - Eugene

en vele andere